# 信義區輕軌捷運系統
信義區輕軌捷運系統，簡稱信義輕軌，又名新都心捷運線，原為預定建於臺灣臺北市信義區之磁懸浮自動旅客捷運系統，但興建計畫已遭否決。此線與臺北捷運其他路線不同，並非由臺北市政府官方單位營運、規劃，而是由民營的艾思博捷運股份有限公司提出。2004年送臺北市政府初審時規劃採用中運量膠輪路軌系統，2006年再次送審時改採用與日本愛知縣「東部丘陵線」相同的HSST磁懸浮系統。

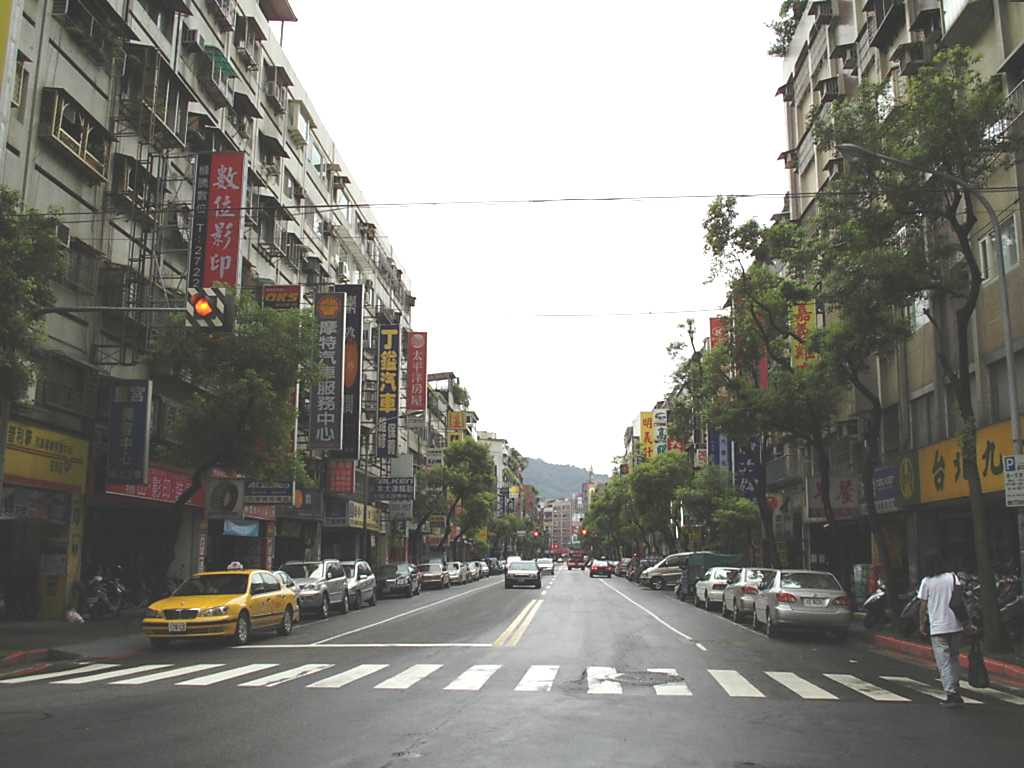
莊敬路，因為是早期闢建道路，不屬於信義計畫區，未預留供高架輕軌落柱之綠化帶，莊敬路居民強烈反對於此興建輕軌。

## 簡介
本系統規劃兩線，分別作為台北捷運綠、藍、紅三線接駁轉乘及信義計畫區之行人運輸，另預留往北延伸至內湖區及經信義快速道路往南延伸至文山區之空間。
原先另規劃服務三張犁舊社區之信義環狀線，因為莊敬路太窄，莊敬路居民強烈反對而中止。
此後兩條路線合併為一期路網，往北至內湖的延伸則成為二期路網。其中松山路的商家不願高架的捷運路段通過不夠寬的道路，是本線興建的主要反對者。
2007年7月，信義輕軌正式被臺北市政府「新都心捷運－信義區輕軌捷運系統興建及營運專案」推動委員會否決。
部分路廊目前重新規劃為地下化之中運量捷運系統—環狀線東環段。

## 車站
| 車站名稱                        |                  | 所在地        | 交會路線／行駛方向        |
| ------------------------------- | ---------------- | ------------- | ------------------------- |
| 信義區輕軌捷運系統─新都心捷運線 |                  |               |                           |
| ←接二期路網經內湖至劍南路站     |                  |               |                           |
| 松山                            | Songshan         | 台北市 信義區 | 臺灣鐵路縱貫線 松山新店線 |
| 永吉                            | Yongji           | 台北市 信義區 |                           |
| 永春                            | Yongchun         | 台北市 信義區 | 板南線                    |
| 松德                            | Songde           | 台北市 信義區 |                           |
| 象山                            | Xiangshan        | 台北市 信義區 | 淡水信義線                |
| A20                             | A20              | 台北市 信義區 |                           |
| 松仁                            | Songren          | 台北市 信義區 | ↓單往市政府站             |
| 市政府                          | Taipei City Hall | 台北市 信義區 | 板南線 ↓單往松智站        |
| 松智                            | Songzhi          | 台北市 信義區 | ↓單往台北101站            |
| 台北101                         | Taipei 101       | 台北市 信義區 | ↓單往A20站                |
| →班車轉至A20站返回松山站        |                  |               |                           |

（註：除了轉乘站的站名已經確定外，其餘中英文站名皆尚未正式確定。）

（註：台北101站位於松智路，與淡水信義線之台北101/世貿站位置不同）

## 路線

### 一期路網（2004年原始規劃）
一期路網原先分為三線，2004年送審，信義環狀線因為莊敬路沿線居民反對而取消，信義松山線及內環線則合併為一條線。

#### 信義環狀線
- 為莊敬路及台北醫學大學提供捷運服務。
- 自台北捷運藍線市政府站南沿忠孝東路五段22巷，西轉松高路，南轉松智路，西轉松壽路，西南轉基隆路，南轉莊敬路，北轉松仁路，西轉松高路，轉回市政府站。
- 車站：
  - L01台北捷運藍線市政府站旁設有車站，與藍線車站共構可轉乘藍線。
  - L02位於松智路市政府東側松壽廣場旁設有車站。
  - L03位於松壽路上設有車站。
  - L04淡水信義線世貿中心站旁有車站，與紅線車站共構可轉乘紅線。
  - L05位於莊敬路上設有車站。
  - L06松仁路信義國中南側設有車站。
  - L07松仁路信義國中北側設有車站。
  - L08松仁路松廉路交叉口設有車站，與信義松山線S01共構可轉乘信義松山線。
  - L09松仁路，新光國際飯店東南側設有車站。

#### 信義松山線
- 作為台北捷運綠、藍、紅三線接駁轉乘線。
- 自松山路松隆路交叉口往南沿松山路，西南轉松德路，西轉信義路，北轉松仁路。
- 車站：
  - S01位於松仁路松廉路交叉口，與內環線L08共構可轉乘內環線及信義環狀線。
  - S02位於信義路，與淡水信義線象山站共構可轉乘紅線。
  - S03位於松德路。
  - S04位於松山路忠孝東路交叉口，可轉乘板南線永春站。
  - S05位於松山路永吉路交叉口。
  - S06位於松山路松隆路交叉口，可轉乘松山新店線松山站及台鐵。

#### 內環線
- 作為信義計畫區之行人運輸線。
- 自台北捷運藍線市政府站南沿忠孝東路五段22巷，西轉松高路，南轉松智路，東轉松廉路，北轉松仁路，西轉松高路，轉回市政府站。
- 車站：
  - L01台北捷運藍線市政府站共構可轉乘藍線。
  - L02位於松智路市政府東側松壽廣場旁。
  - L03A位於松智路松廉路交叉口，台北101東北側。
  - L08位於松仁路松廉路交叉口，與信義松山線S01共構可轉乘信義松山線。
  - L09位於松仁路，新光國際飯店東南側。

### 一期路網（2006年修改後）
- 作為台北捷運綠、藍、紅三線接駁轉乘線，兼信義計畫區之行人運輸線，2006年送審。
- 往程自松山路松隆路交叉口往南沿松山路，西南轉松德路，西轉信義路，北轉松仁路，西轉松高路，北轉忠孝東路五段22巷，至台北捷運藍線市政府站。
- 返程自市政府站南沿忠孝東路五段22巷，西轉松高路，南轉松智路，東轉松廉路，南轉松仁路，東轉信義路，東北轉松德路，北轉松山路，返松山路松隆路交叉口。
- 車站：
  - H01（松山站）位於松山路松隆路交叉口，可轉乘松山新店線松山站。
  - H02（永吉站）位於松山路永吉路交叉口。
  - H03（永春站）位於松山路忠孝東路交叉口，可轉乘板南線永春站。
  - H04（松德站）位於松德路，介於松德路133巷和松德路168巷之間。
  - H05（象山站）位於信義路，與淡水信義線象山站共構可轉乘紅線。
  - H06（微風南山站）位於松仁路松廉路交叉口。
  - H07（松仁站）（往程）位於松仁路，新光國際飯店東南側。
  - H08（市政府站）與板南線市政府站共構可轉乘藍線。
  - H09（松智站）（返程）位於松智路市政府西側松壽廣場旁。
  - H10（台北101站）（返程）位於松智路松廉路交叉口，台北101東北側，班車開往H06返回H01。

### 一期路網（2007年5月修改後）
- 作為台北捷運綠、藍、紅三線接駁轉乘線，2007年5月送審，2007年7月否決。
- 自松山路松隆路交叉口往南沿松山路，西南轉松德路，西轉信義路，北轉松仁路至微風南山站折返。

### 二期路網（大直內湖延伸線）
- 計劃中，自松山路松隆路交叉口H01，借用台鐵路線空地，北轉成美橋，舊宗路，堤頂大道，至大直的劍南路站。

### 木柵延伸線
- 設計時為保有前瞻性，同時計畫未來可自象山站H05經信義快速道路延伸至木柵，規劃使用內側車道（目前為公車專用道）。

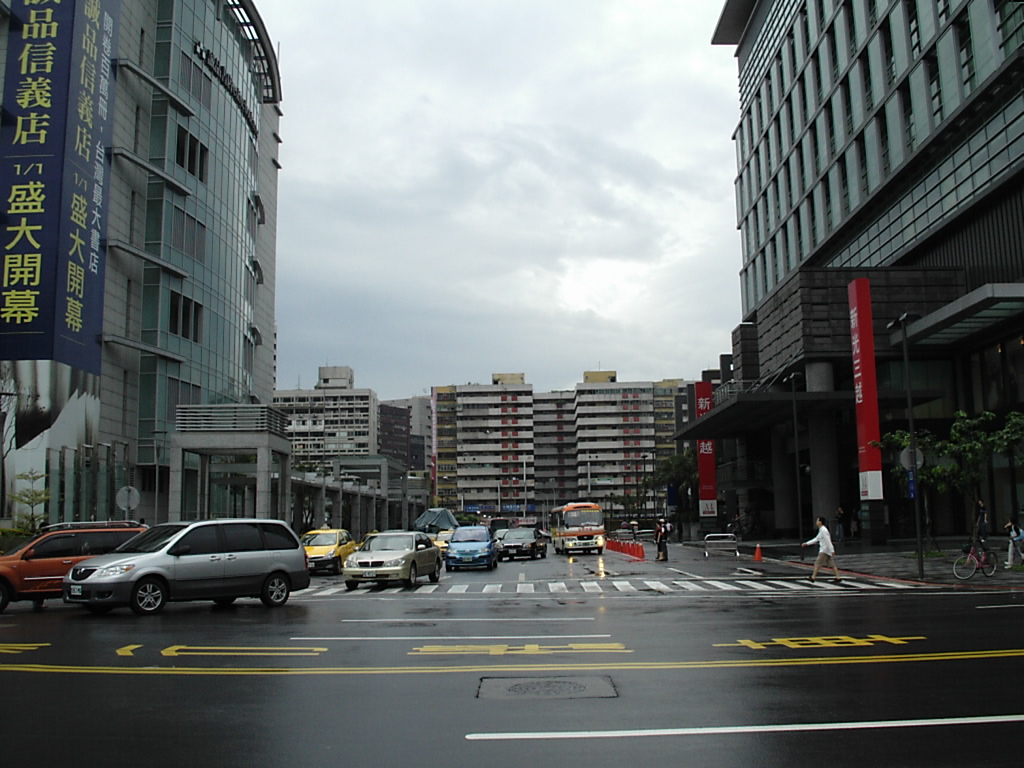
忠孝東路五段22巷，台北捷運市政府站通道，目前主要是公共汽車使用，規劃為一期路網終點。
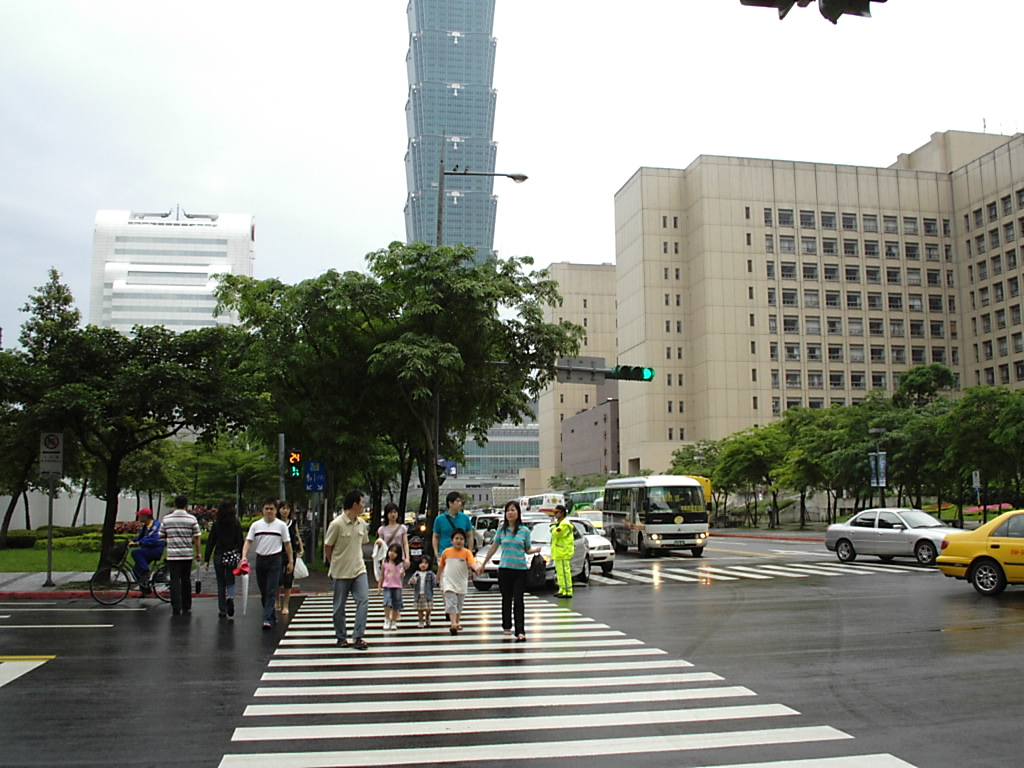
松智路，路左側可見預留供輕軌使用之綠化帶。
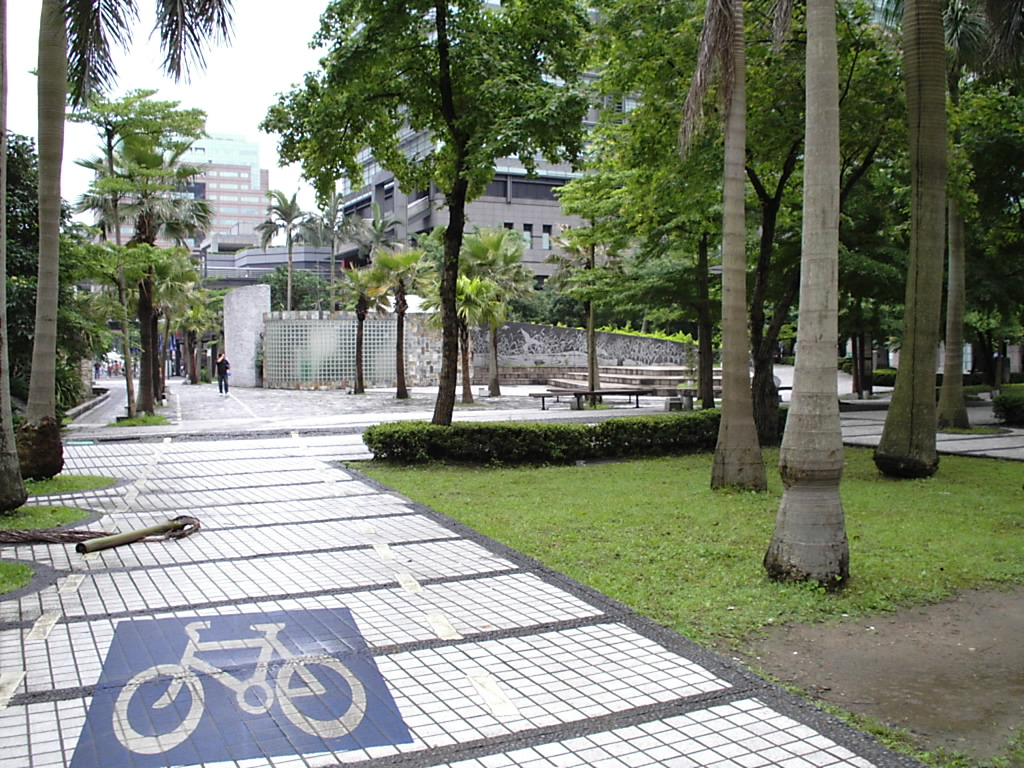
H09預定地松壽廣場，其實是小型公園。
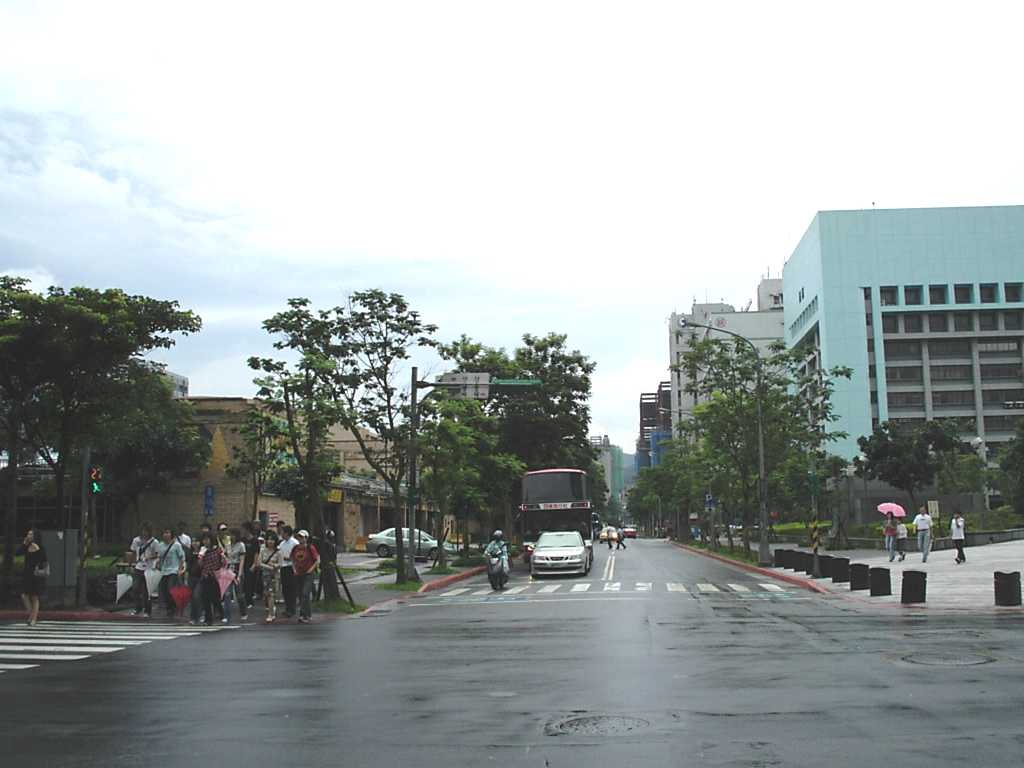
松廉路。
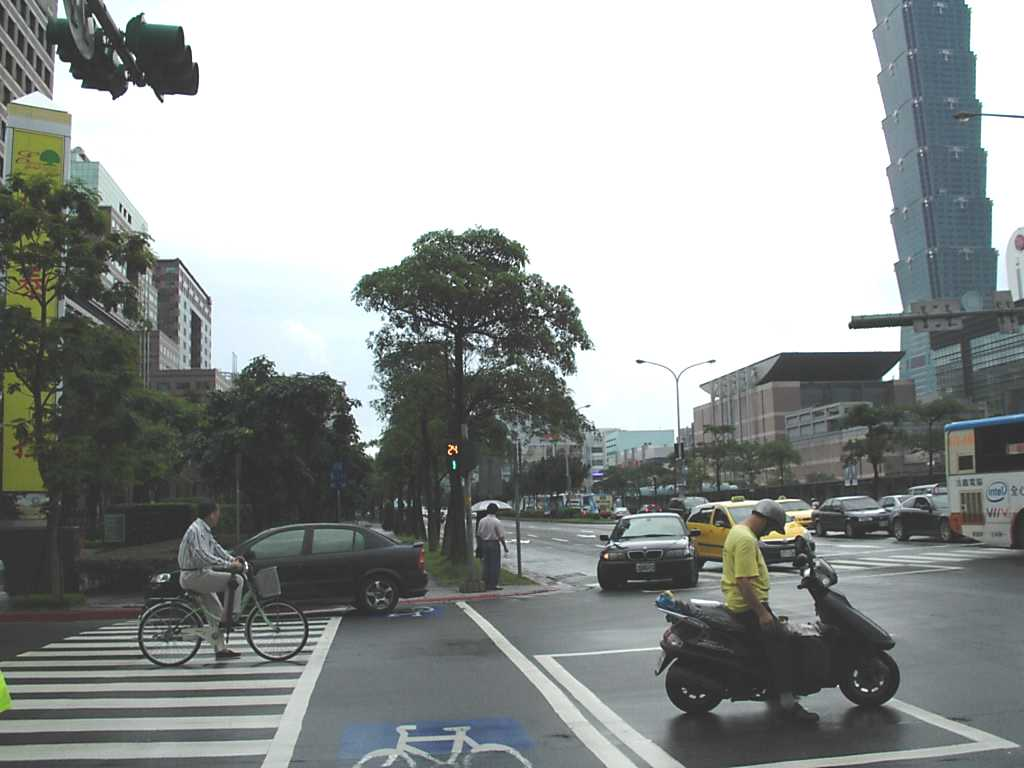
松仁路，路左側可見預留供輕軌使用之綠化帶。
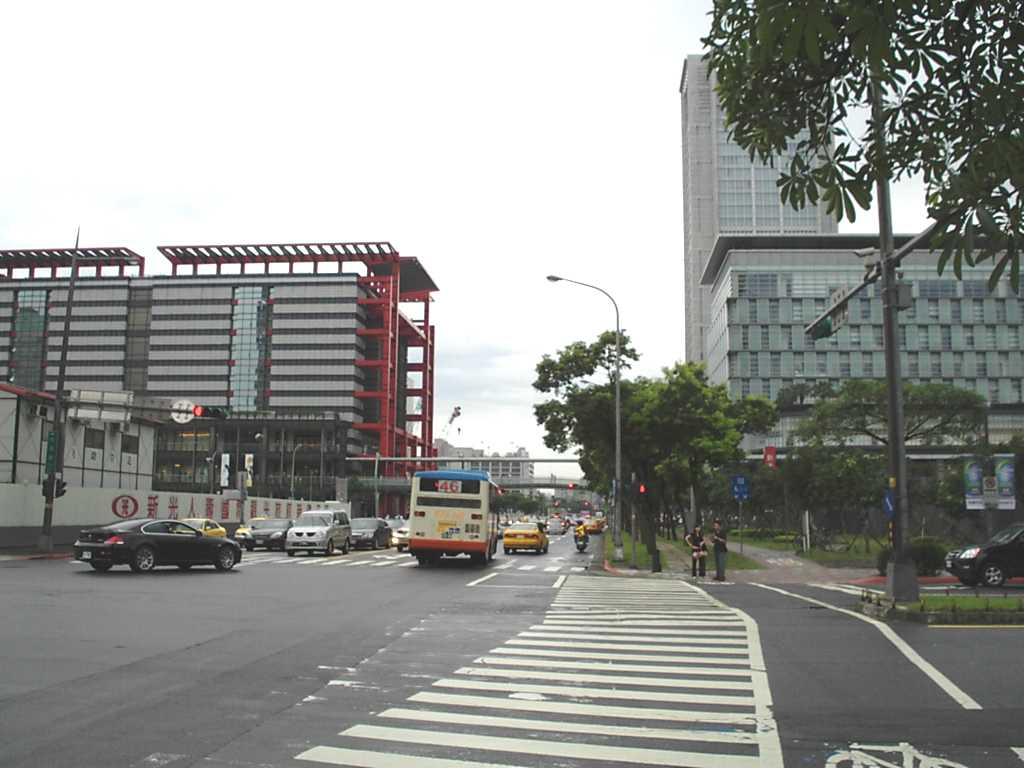
松高路，路右側可見預留供輕軌使用之綠化帶，路左側可見施工中之新光國際飯店。

## 資料來源
1. ↑  . 臺北市捷運工程局. 2007-08-20  [2019-09-09]. （原始内容存档于2009-08-26）.
2. ↑  . 蘋果日報. 2004-09-01  [2016-04-07]. （原始内容存档于2016-04-19）.
3. ↑  . 交通部運輸研究所.   [2014-11-05]. （原始内容存档于2014-11-05）.
4. ↑  . 艾思博捷運股份有限公司.   [2020-11-20]. （原始内容存档于2020-02-17） （中文（臺灣））.
5. ↑  . 臺北市捷運工程局. 2005-12-07  [2019-09-09]. （原始内容存档于2008-12-27）.